# Floyd Landis
Floyd Landis (ur. 14 października 1975 w Farmersville, w Pensylwanii) – amerykański kolarz szosowy. Zajął pierwsze miejsce w Tour de France 2006, zwycięstwo to zostało mu jednak później odebrane z powodu stosowania niedozwolonego dopingu.
Wychowywał się w rodzinie mennonitów.
Zawodową karierę rozpoczął w 1999 roku w drużynie Mercury Cycling Team, a w 2002 zmienił barwy na US Postal Service, gdzie należał do najważniejszych pomocników Lance'a Armstronga.
Od roku 2005 Landis jeździł dla szwajcarskiej grupy Phonak Cycling Team. W pierwszej połowie sezonu 2006 wykazywał się wyjątkowo wysoką formą, wygrywając 3 znaczące wyścigi etapowe: Tour of California, Paryż-Nicea oraz Tour of Georgia. Latem zwyciężył również w klasyfikacji generalnej Tour de France, wyprzedzając Hiszpana Oscara Pereiro Sio o 57 sekund. Cztery dni po zakończeniu zawodów UCI poinformowała jednak, że Narodowe Laboratorium Antydopingowe w Chatenay-Malabry, badające próbki krwi wszystkich kolarzy uczestniczących w wyścigu, wykryło u Landisa podwyższony poziom testosteronu. Po tym wydarzeniu, 6 sierpnia 2006 roku Amerykanin ogłosił zakończenie sportowej kariery. 22 września 2007 roku UCI skreśliła go z listy zwycięzców Tour de France.
Od czasu wypadku w styczniu 2003 roku cierpi na jałową martwicę kości w prawym biodrze, co zostało zdiagnozowane dopiero 19 listopada 2004 roku. Jesienią 2006 roku poddał się operacji wstawienia nowego stawu biodrowego.

## Ważniejsze sukcesy
- 2. miejsce Dauphiné Libéré 2002
- 9. miejsce na Tour de France 2005
- zwycięzca Tour of California 2006
- zwycięzca Paryż-Nicea 2006
- zwycięzca Tour of Georgia 2006
- 2 dni w maillot jaune na Tour de France 2006
- zwycięstwo w Tour de France 2006 - został go jednak pozbawiony 22 września 2007, po udowodnieniu mu stosowania dopingu.